# إيرني غودفري
إيرني غودفري (بالإنجليزية: Ernie Godfrey)‏ هو لاعب كرة قدم أمريكية أمريكي، ولد في 19 أبريل 1892 في دوفر في الولايات المتحدة، وتوفي في 12 يونيو 1980 في كولومبوس في الولايات المتحدة.